# Fastos Capitolinos

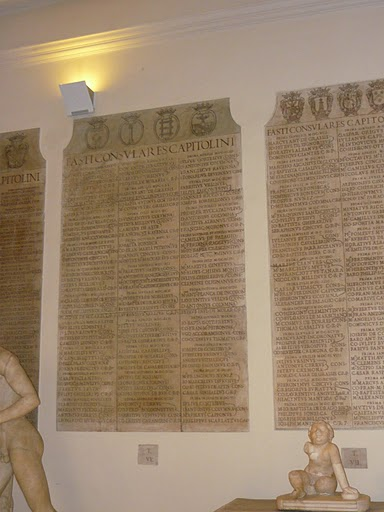
Fastos Capitolinos, nos Museus Capitolinos

Fastos Capitolinos (em latim: Fasti Capitolini) ou Fastos Capitolinos Consulares e Triunfais (em latim: Fasti Capitolini Consulares et Triumphales) é uma inscrição no Arco de Augusto no Fórum Romano, listando todos os cônsules romanos entre 483 a.C. e 19 d.C. e todos os generais que receberam um triunfo entre 753 a.C. e 19 d.C.. Ela encontra-se atualmente em exibição nos Museus Capitolinos, em Roma.